# Moschea Sidi Mansour
La moschea Sidi Mansour (in arabo جامع سيدي منصور‎?) è una moschea tunisina nel quartiere di El Hajjamine, vicino al sobborgo di Bab El Jazeera, a sud della Medina di Tunisi. È diventata patrimonio mondiale dell'umanità dell'UNESCO insieme a tutti i monumenti dell'area della Medina di Tunisi nel 1979.

## Localizzazione
La moschea si trova in via Sidi Mansour, vicino a Bab El Fellah, una delle porte della medina.

## Etimologia
Il suo nome deriva da un santo, Sidi Mansour Abou Daliah (in arabo سيدي منصور أبودالية‎?), legato alla dinastia Idrisid che ha governato il Marocco tra il 789 e il 985. È nato a Fès ed è morto a Gafsa nel XV secolo.

## Storia
Secondo Hayet El Mejri, il kouttab della moschea esisteva nel 1875.

## Galleria d'immagini

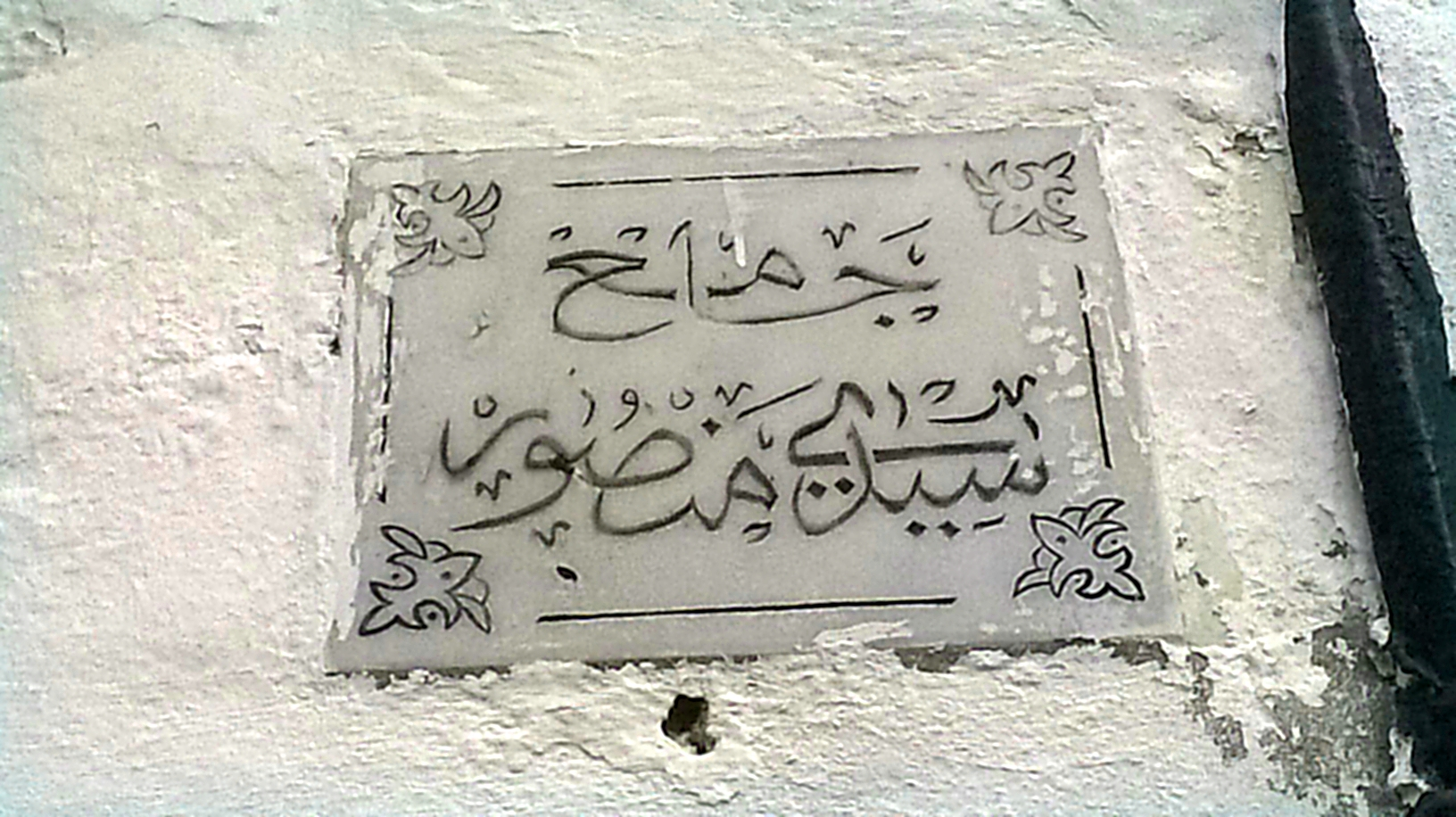
Pannello di marmo con il nome della Moschea
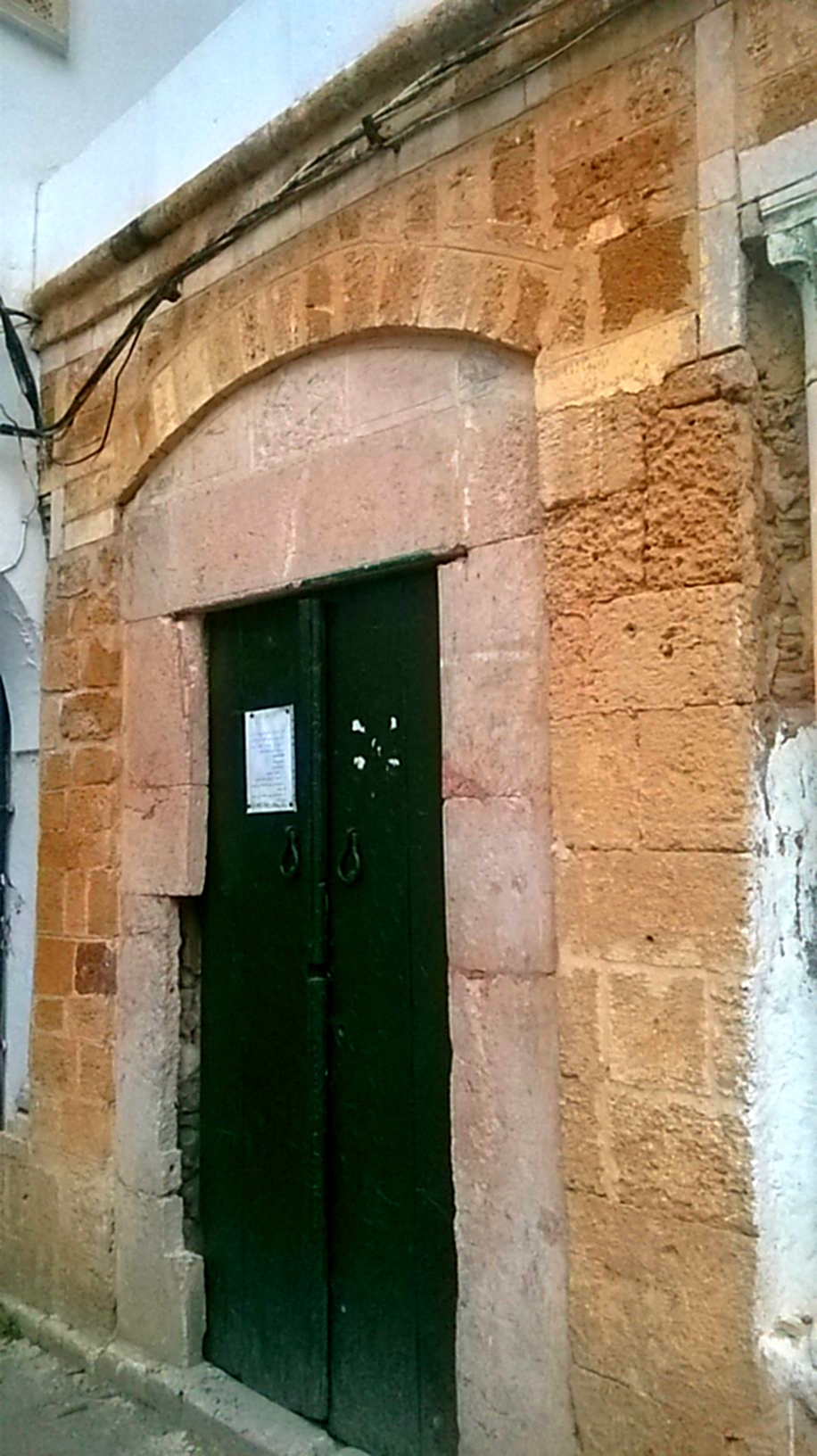
Entrata della moschea
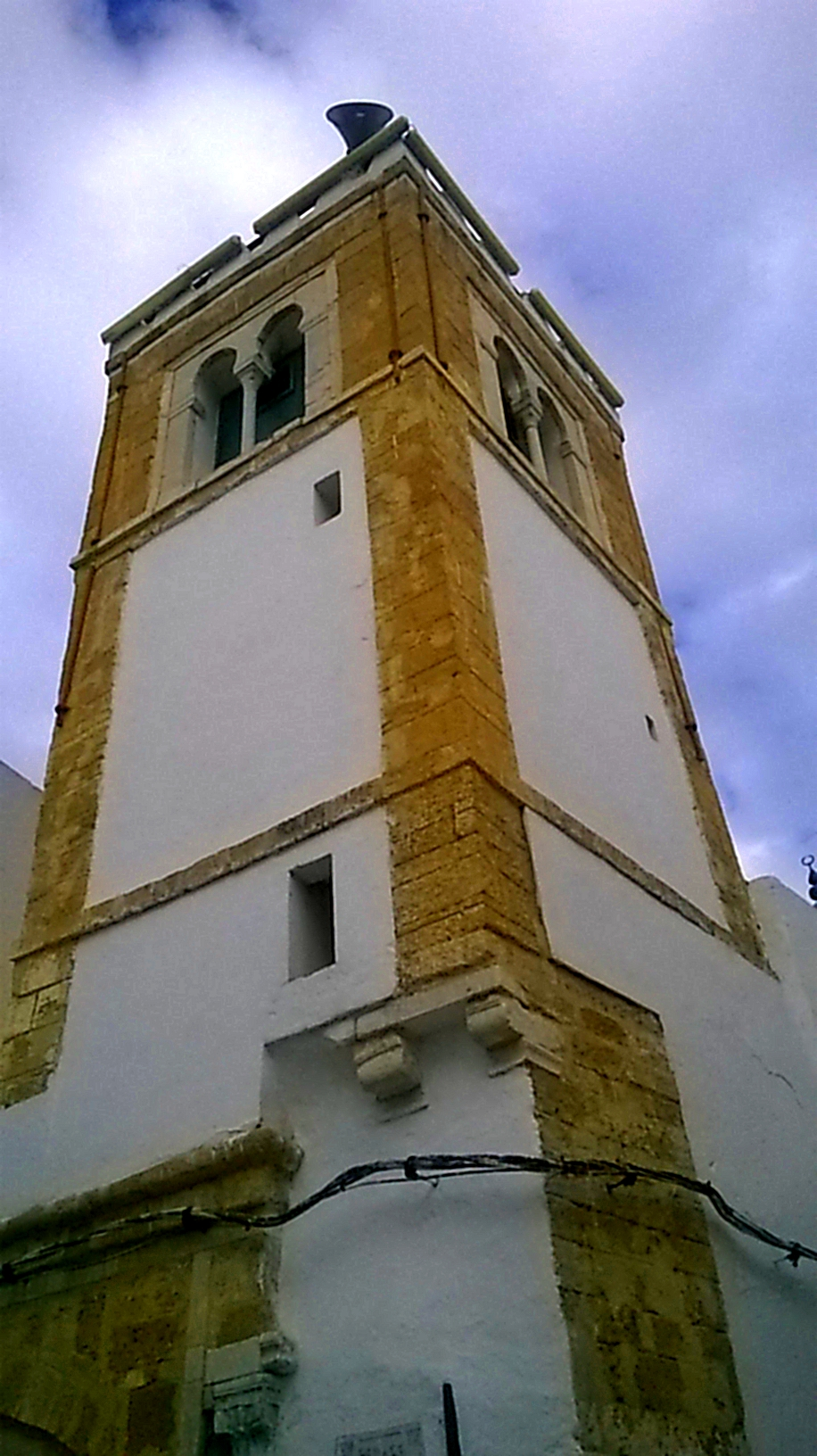
Minareto della moschea
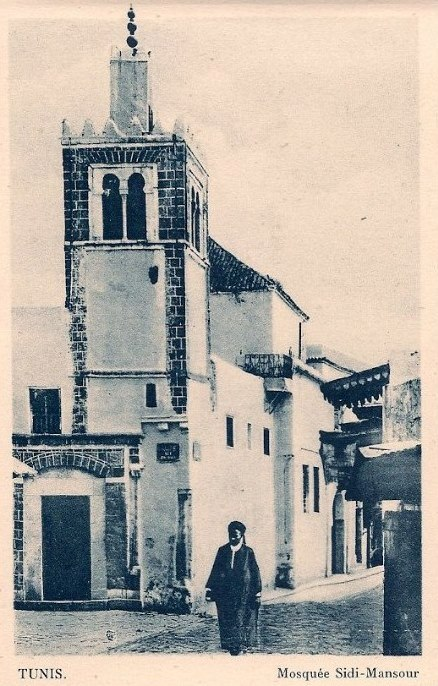
Moschea Sidi Mansour nel 1920